# Bob Lanier
Robert Jerry Lanier jr., detto Bob (Buffalo, 10 settembre 1948 – 10 maggio 2022), è stato un cestista e allenatore di pallacanestro statunitense.
Centro di 211 cm per 113 kg, ha giocato nella NBA a Detroit e Milwaukee. Era il padre della pallavolista Khalia Lanier.

## Carriera

### College
Molto competitivo già a livello scolastico, nelle sue tre stagioni alla Saint Bonaventure University Bob Lanier si dimostrò una forza dominante del campionato NCAA. Nel triennio 1968-1970, infatti, fu sempre nominato All-American e nel 1970 in particolare, oltre a ricevere il riconoscimento di giocatore dell'anno nella Eastern Conference, guidò di prepotenza la squadra del suo misconosciuto college fino alle Final Four, nelle quali però non scese in campo a causa di un infortunio, lasciando i suoi compagni ad una pesante eliminazione per mano di Jacksonville University, all'epoca guidata da Artis Gilmore.
A conclusione dei suoi tre anni NCAA, Bob aveva totalizzato 27,6 punti e 15,7 rimbalzi per partita con una percentuale nei tiri dal campo del 57,6%.

### NBA
Quello di Lanier diventò inevitabilmente il nome più caldo al draft NBA 1970, nel quale fu infatti selezionato con la 1ª chiamata assoluta dai Detroit Pistons, precedendo quella di altre leggende del parquet come Pete Maravich e Dave Cowens. Bob si impose immediatamente fra i migliori centri in circolazione nella NBA, nonostante l'agguerritissima concorrenza di quegli anni. Già al suo secondo anno fra i professionisti poteva permettersi eccellenti medie da oltre 25 punti e 14 rimbalzi a partita, che riuscì a mantenere per un paio di stagioni. Il 1974 è ricordato come l'anno forse più importante nella carriera del giocatore, il quale assestò le sue medie stagionali ad oltre 22 punti, 13 rimbalzi e 3 stoppate ad incontro e vinse il premio di miglior giocatore dell'All-Star Game e si piazzò 3º nelle votazioni per il MVP dell'intera stagione; l'eccellente stagione del loro leader portò i Pistons alla prima partecipazione ai play-off dopo molti anni, durante i quali furono però eliminati al secondo turno nonostante il livello di gioco stratosferico di Lanier. Seguì una serie di numerose stagioni consecutive concluse col raggiungimento della post-season, senza però che i Pistons, ulteriormente indeboliti dalla partenza di Dave Bing, raggiungessero mai i piani più alti della griglia; nel 1977, in particolare, Lanier disputò un'altra splendida stagione regolare, conclusasi col raggiungimento del 4º posto nelle votazioni dell'MVP, ma ai play-off, nonostante le sue medie (28 punti e quasi 17 rimbalzi a partita), i suoi Pistons vennero eliminati al primo round.
La delusione per questa sconfitta determinò l'inizio di una sorta di crisi per Detroit, che addirittura non riusciva più nemmeno a centrare la post-season. La dirigenza della squadra prese atto delle difficoltà, e decise di scuotere la situazione cedendo la loro stella ai Milwaukee Bucks nel mezzo della stagione 1979-80. I Bucks, grazie ai servigi del trentunenne Lanier, infilarono quattro stagioni di fila ai play-off. Continuando a mantenere cifre comunque importanti nonostante l'avanzare dell'età, nel 1984 Lanier decise di dire basta al professionismo, abbandonando la NBA dopo 14 stagioni senza mai scendere sotto i 10 punti e i 5 rimbalzi a partita.
Le sue cifre complessive parlano di 959 partite disputate alla media di 20,1 punti e 10,1 rimbalzi e tirando col 51,4% dal campo. Lanier, con la sua tecnica ineccepibile in post basso e l'efficacia del suo tiro in sospensione e del suo gancio, è ricordato come uno dei giocatori più rappresentativi degli anni '70 e fra i dominatori di allora dell'area, come testimonia la sua costante presenza fra i primi 3-4 posti per tutti gli anni '70 nelle classifiche di efficienza.

## I piedi
Lanier è stato inoltre celebre per le dimensioni dei suoi piedi. Sul campo di gioco portava scarpe misura 22 (misura USA), le più grandi mai indossate fino ad allora da un giocatore di basket. Nel 1984, anno in cui si è ritirato, affermò scherzosamente di poter lasciare la pallacanestro perché la sua squadra, i Milwaukee Bucks, aveva finalmente trovato in Alton Lister (anche lui misura 22) un nuovo cestista che potesse riempire le sue enormi scarpe. Lanier ha avuto la particolare esperienza di essere stato introdotto nella Basketball Hall of Fame dopo il suo paio di scarpe, riprodotto in bronzo in scala naturale all'entrata del prestigioso edificio, dove i turisti possono confrontarle con le dimensioni dei propri piedi.

## Statistiche
| * | Primo nella lega |

### NBA

#### Regular Season
| Anno      | Squadra         | PG  | PT  | MP   | TC%  | 3P% | TL%  | RP   | AP  | PRP | SP  | PP   |
| --------- | --------------- | --- | --- | ---- | ---- | --- | ---- | ---- | --- | --- | --- | ---- |
| 1970-1971 | Detroit Pistons | 82  | -   | 24,6 | 45,5 | -   | 72,6 | 8,1  | 1,8 | -   | -   | 15,6 |
| 1971-1972 | Detroit Pistons | 80  | -   | 38,7 | 49,3 | -   | 76,8 | 14,2 | 3,1 | -   | -   | 25,7 |
| 1972-1973 | Detroit Pistons | 81  | -   | 38,9 | 49,0 | -   | 77,3 | 14,9 | 3,2 | -   | -   | 23,8 |
| 1973-1974 | Detroit Pistons | 81  | -   | 37,6 | 50,4 | -   | 79,7 | 13,3 | 4,2 | 1,4 | 3,0 | 22,5 |
| 1974-1975 | Detroit Pistons | 76  | -   | 39,3 | 51,0 | -   | 80,2 | 12,0 | 4,6 | 1,0 | 2,3 | 24,0 |
| 1975-1976 | Detroit Pistons | 64  | -   | 36,9 | 53,2 | -   | 76,8 | 11,7 | 3,4 | 1,2 | 1,3 | 21,3 |
| 1976-1977 | Detroit Pistons | 64  | -   | 38,2 | 53,4 | -   | 81,8 | 11,6 | 3,3 | 1,1 | 2,0 | 25,3 |
| 1977-1978 | Detroit Pistons | 63  | -   | 36,7 | 53,7 | -   | 77,2 | 11,3 | 3,4 | 1,3 | 1,5 | 24,5 |
| 1978-1979 | Detroit Pistons | 53  | -   | 34,6 | 51,5 | -   | 74,9 | 9,3  | 2,6 | 0,9 | 1,4 | 23,6 |
| 1979-1980 | Detroit Pistons | 37  | -   | 37,6 | 54,6 | 0,0 | 78,1 | 10,1 | 3,3 | 1,0 | 1,6 | 21,7 |
| 1979-1980 | Milwaukee Bucks | 26  | -   | 28,4 | 51,9 | 100 | 78,5 | 6,9  | 2,4 | 1,4 | 1,1 | 15,7 |
| 1980-1981 | Milwaukee Bucks | 67  | -   | 26,2 | 52,5 | 100 | 75,1 | 6,2  | 2,7 | 1,1 | 1,2 | 14,3 |
| 1981-1982 | Milwaukee Bucks | 74  | 72  | 26,8 | 55,8 | 0,0 | 75,2 | 5,2  | 3,0 | 1,0 | 0,8 | 13,5 |
| 1982-1983 | Milwaukee Bucks | 39  | 35  | 25,1 | 49,1 | 0,0 | 68,4 | 5,1  | 2,7 | 0,9 | 0,6 | 10,7 |
| 1983-1984 | Milwaukee Bucks | 72  | 72  | 27,9 | 57,2 | 0,0 | 70,8 | 6,3  | 2,6 | 0,8 | 0,7 | 13,6 |
| Carriera  | Carriera        | 959 | 179 | 33,5 | 51,4 | -   | 76,7 | 10,1 | 3,1 | 1,1 | 1,5 | 20,1 |

#### Playoffs
| Anno     | Squadra         | PG | PT | MP   | TC%   | 3P% | TL%  | RP   | AP  | PRP | SP   | PP   |
| -------- | --------------- | -- | -- | ---- | ----- | --- | ---- | ---- | --- | --- | ---- | ---- |
| 1974     | Detroit Pistons | 7  | -  | 43,3 | 50,7  | -   | 78,9 | 15,3 | 3,0 | 0,6 | 2,0  | 26,3 |
| 1975     | Detroit Pistons | 3  | -  | 42,7 | 51,0  | -   | 75,0 | 10,7 | 6,3 | 1,3 | 4,0* | 20,3 |
| 1976     | Detroit Pistons | 9  | -  | 39,9 | 55,2  | -   | 90,0 | 12,7 | 3,3 | 0,9 | 2,3  | 26,1 |
| 1977     | Detroit Pistons | 3  | -  | 39,3 | 63,0* | -   | 84,2 | 16,7 | 2,0 | 1,0 | 2,3  | 28,0 |
| 1980     | Milwaukee Bucks | 7  | -  | 36,6 | 51,5  | -   | 73,8 | 9,3  | 4,4 | 1,0 | 1,1  | 19,3 |
| 1981     | Milwaukee Bucks | 7  | -  | 33,7 | 58,8  | -   | 71,9 | 7,4  | 4,0 | 1,7 | 1,1  | 17,6 |
| 1982     | Milwaukee Bucks | 6  | -  | 35,3 | 51,3  | 0,0 | 56,0 | 7,5  | 3,7 | 1,3 | 0,8  | 16,0 |
| 1983     | Milwaukee Bucks | 9  | -  | 27,8 | 57,3  | 0,0 | 60,0 | 7,0  | 2,6 | 0,6 | 1,6  | 13,7 |
| 1984     | Milwaukee Bucks | 16 | -  | 31,2 | 48,0  | -   | 88,6 | 7,3  | 3,4 | 0,7 | 0,6  | 12,7 |
| Carriera | Carriera        | 67 | -  | 35,2 | 53,2  | 0,0 | 76,8 | 9,6  | 3,5 | 0,9 | 1,5  | 18,6 |

## Palmarès
- NCAA AP All-America First Team (1970)
- 2 volte NCAA AP All-America Second Team (1968, 1969)
- NBA All-Rookie First Team (1970)
- 8 volte NBA All-Star (1972, 1973, 1974, 1975, 1977, 1978, 1979, 1982)
- NBA All-Star Game MVP (1974)
- Quarantaseiesimo miglior rimbalzista di sempre NBA